# Angorá (gato)
O gato angorá é uma raça de gato doméstico. É uma das raças mais antigas e naturais, tendo surgido na região de Ancara, na Turquia.
A raça tem sido documentada desde o início do século XVII e acredita-se ser a origem das mutações, tanto para a coloração branca (o gene branco dominante é, na verdade, a ausência de cor) e pelos longos. A raça também é por vezes referida como simplesmente o gato angorá ou Ankara.
Estes gatos são conhecidos na Europa desde o início do século XVII. Após o período Vitoriano, quase desapareceram. A raça de hoje trata-se de uma recriação artificial que trouxe grandes melhorias para a pelagem do animal, e também aumentou a variedade de cores.

## Características Físicas

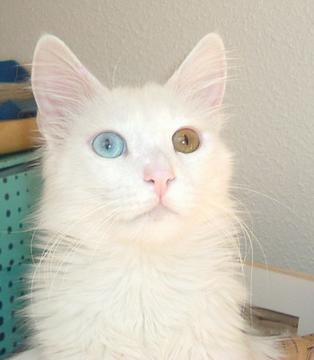
Gato angorá

Gatos Angorás turcos têm pelagem longa e sedosa, seu corpo é elegantemente curvado e de tamanho médio. Embora angorás sejam conhecidos por uma pelagem branca e brilhante, gatos angorás turcos podem exibir uma variedade de cores.
O branco e o laranja com dois tons têm sido tradicionalmente a cor mais representativa dos Angorás turcos. Foi a única cor aceita no início. Eles podem ser de diversas cores: tigrado, cinza e branco, branco e tigrado, pretos de sub-pelos chocolate e variedades de tons esfumaçados.
Porém, atualmente, todas as cores são aceitas com exceção daquelas que demonstram um eventual cruzamento com gatos siameses. Os olhos podem ser azul, verde, âmbar, amarelo ou olhos ímpares (por exemplo, um azul e um amarelo ou verde). As Orelhas são pontiagudas, os olhos geralmente são amendoados e a cauda bem peluda.

## Genética
O gene W responsável pela pelagem branca e olhos azuis está intimamente relacionado com a capacidade de audição nesta e em outras raças, e na presença de um olho azul pode indicar que o gato é surdo ao lado do olho azul, com alguns sendo totalmente surdos caso tenha dois olhos azuis. No entanto, um grande número de gatos brancos de olhos azuis em cores ímpares têm uma audição normal, e até mesmo gatos surdos levam uma vida normal se mantidos dentro de casa.
Alguns filhotes de Angorás turcos sofrem de ataxia hereditária, uma doença rara herdada como autossômica recessiva. Os filhotes de Angorás afetados pela ataxia têm movimentos involuntários e geralmente não sobrevivem à idade adulta. Outra doença genética que é rara, mas acomete a raça é a cardiomiopatia hipertrófica  que é uma condição cardíaca geralmente encontrada entre 2 e 6 anos de vida. Com os machos sendo afetados mais frequentemente e mais severamente do que as fêmeas. No Maine Coon. CH é considerado um gene autossômico dominante e pesquisadores estão trabalhando para identificar sintomas para esta doença. No entanto no angorá turco a doença ainda não foi estudada detalhadamente, principalmente devido à raridade da ocorrência. E é provável que resulte de uma mutação diferente de genes. Com um local de gene diferente do Maine Coon. CH também afeta muitas outras raças, incluindo Ragdolls, Persas e Bengals.

## História
Como todos os gatos domésticos, angorás turcos descendem do gato selvagem Africano (Felis silvestris lybica). O Crescente Fértil era um lugar onde os gatos foram domesticados pela primeira vez. Gatos de regiões montanhosas do leste da Anatólia e através da consanguinidade e da seleção natural, desenvolveram-se em raças de pelos longos, como o Van turco e o Angorá turco.
Gatos de pelos longos foram importados para a Grã-Bretanha e França vindos da Ásia Menor (Anatólia), Pérsia (atual Irã) e da Rússia, logo no final do século XVI, embora existam indícios de que eles apareceram na Europa tão cedo quanto o século XIV, devido às Cruzadas. O Angorá turco foi quase a extinção, usavam sua pele para fazer casacos persa. O Angorá turco foi reconhecido como uma raça oficial na Europa por volta do século XVII.
Há rumores de que essa raça esteja ligada aos gatos persas, o gato persa foi desenvolvido a partir de mutações do angorá turco por criadores de gatos britânicos e americanos. Embora algumas associações de gatos acreditem que o gato persa é uma raça natural, no século XIX, persas e Angorás eram idênticos.
No início do século XX, o Jardim Zoológico de Ankara, começou um programa de reprodução para proteger e preservar os gatos angorás de pelo branco puro.  O zoológico particularmente valoriza Angorás de olhos ímpares (heterocromia ou seja, angorás turcos com um olho azul e um olho âmbar), porém os gatos foram escolhidos apenas pela sua cor (branco). Não foi utilizado nenhum outro critério, apesar de ser considerado criações "seletivas" não houve nenhuma consideração dada para a surdez dos gatos do zoológico.
O Angorá turco, foi levado para o Canadá em 1963, foi aceito como uma raça com pedigree no campeonato em 1973 pela Associação de Cat Fanciers. No entanto, até 1978 apenas Angorás brancos foram reconhecidos. Hoje, todos os registros norte-americanos aceitam o angorá turco em muitas cores e padrões.
"Os criadores na Turquia sentem que a versão de sua raça "americanizada" é uma fantasia e não possui comparação aos verdadeiros angorás turcos, que são muito mais resistentes e possui uma estatura óssea bem mais firme. "Angorás turcos americanos podem ter apenas uma remanescente mínima do DNA do Zoológico de Ankara, mas estes são apenas puro sangue em papel."

## Saúde
Um estudo genético de raças de gatos com pedigree (usando DNA retirado de gatos com pedigree nos EUA e Europa) e de angorás criados no mundo inteiro mostrou o Van turco como uma população distinta da Angorá turco, apesar de sua associação geográfica. O Angorá turco foi agrupado com o Mau egípcio de raça pura e gatos tunisinos de outras raças. Gatos de raça turcos foram misturados com os gatos de raça israelenses enquanto o Van turco foi misturado com gatos de raça egípcia.

## Temperamento

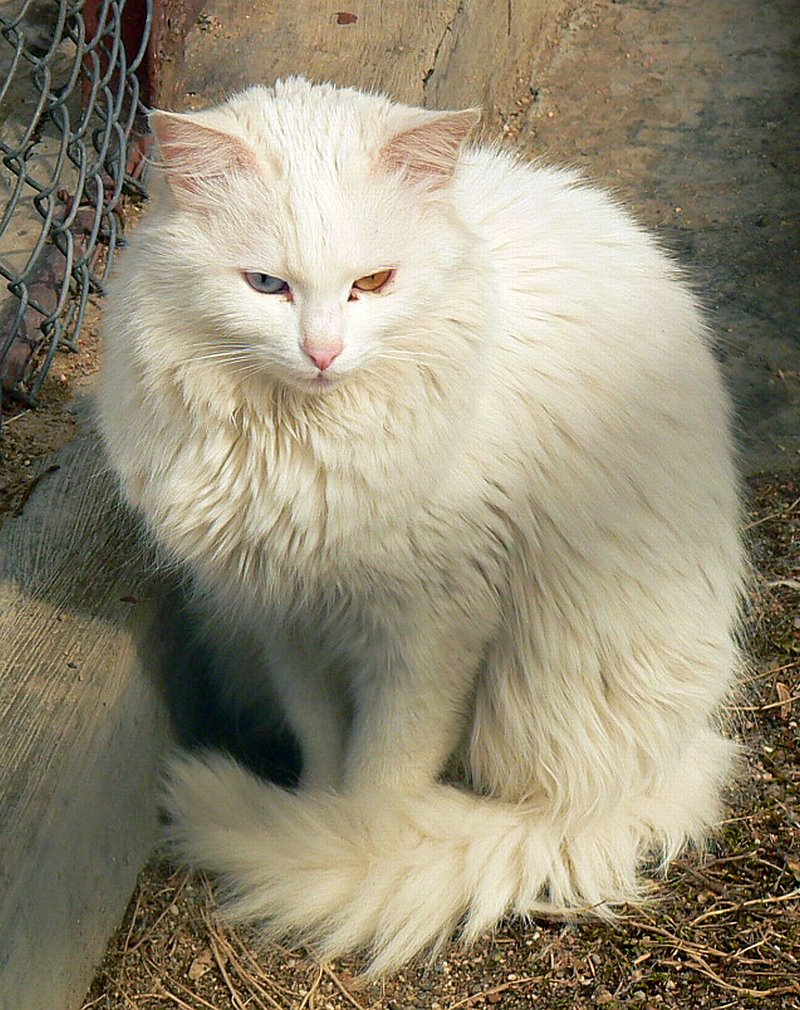
Gato angorá branco portador de heterocromia.

Angorás turcos são gatos brincalhões, inteligentes e atléticos. Eles se relacionam bem com os seres humanos, mas muitas vezes escolhem um determinado membro da família para ser seu constante companheiro.
Eles procuram ser "úteis" de qualquer maneira que puderem com seus donos, e sua inteligência é notável, mostrando habilidades básicas de resolução de problemas. Eles são facilmente treinados, inclusive surdos angoras turcos, tanto por sua inteligência quanto pela vontade de interagir com os humanos. 
Angorás turcos são enérgicos, e muitas vezes procuram "terreno elevado" (ou poleiro) em casa. Este poleiro é então usado como uma forma de observar a atividade da casa incluindo topos das portas, estantes e outros móveis. Também gostam de subir nos ombros de seus donos. Sua personalidade tranquila faz com que a raça seja muito querida entre amantes de gatos . Eles se dão muito bem em casas com outros animais, crianças e alta atividade.